# Великий Манчестер
Великий Манчестер (англ. Greater Manchester) — церемоніальне метропольне графство в Англії із центром у місті Манчестер. Це одна з найбільших агломерацій Англії. Графство було утворене в 1972 році.

## Загальний опис
Площа Великого Манчестера становить 496 квадратних миль (1285 км ²). Великий Манчестер межує з Чеширом (на південному заході і півдні), Дербіширом (на південному сході), Західним Йоркширом (на північному сході), Ланкаширом (на півночі) та Мерсісайдом (на заході). На території графства розташовані міські території з високою щільністю населення, передмістя та сільські території. Велика частина Великого Манчестера урбанізована. У графстві є чітко виражений діловий центр, утворений міським центром Манчестера, а також прилеглими частинами Солфорда і Траффорда. Разом з тим, Великий Манчестер є поліцентричним графством, тому що складається з десяти муніципальних районів, в кожному з яких є як мінімум одне центральне місто та його околиці. Міська агломерація Великого Манчестера займає третє місце в списку найнаселеніших агломерацій Великої Британії, охоплюючи більшу частину території графства.

## Інтернет-ресурси
Великий Манчестер у Вікімандрах
- www.agma.gov.uk, the Association of Greater Manchester Authorities
- www.gmcro.co.uk, the Greater Manchester County Record Office, for historical records relating to Greater Manchester
- www.visitmanchester.com, the official tourism website for Greater Manchester

| Велика Британія | Це незавершена стаття з географії Великої Британії. Ви можете допомогти проєкту, виправивши або дописавши її. |